# Camille de La Forgue de Bellegarde
Marie Camille Armand de La Forgue de Bellegarde (Gap, Alts Alps, 29 de març de 1841 - Cellettes, Loir i Cher, 23 d'octubre de 1905) va ser un genet i general francès que va prendre part en els Jocs Olímpics de París de 1900, on guanyà la medalla de bronze en la prova de salt de llargada del programa d'hípica, en quedar rere Constant Van Langhendonck i Giovanni Giorgio Trissino, or i plata respectivament.